# Styrax officinalis
Styrax officinalis är en storaxväxtart som beskrevs av Carl von Linné. Styrax officinalis ingår i släktet Styrax och familjen storaxväxter. Inga underarter finns listade i Catalogue of Life.

## Bildgalleri

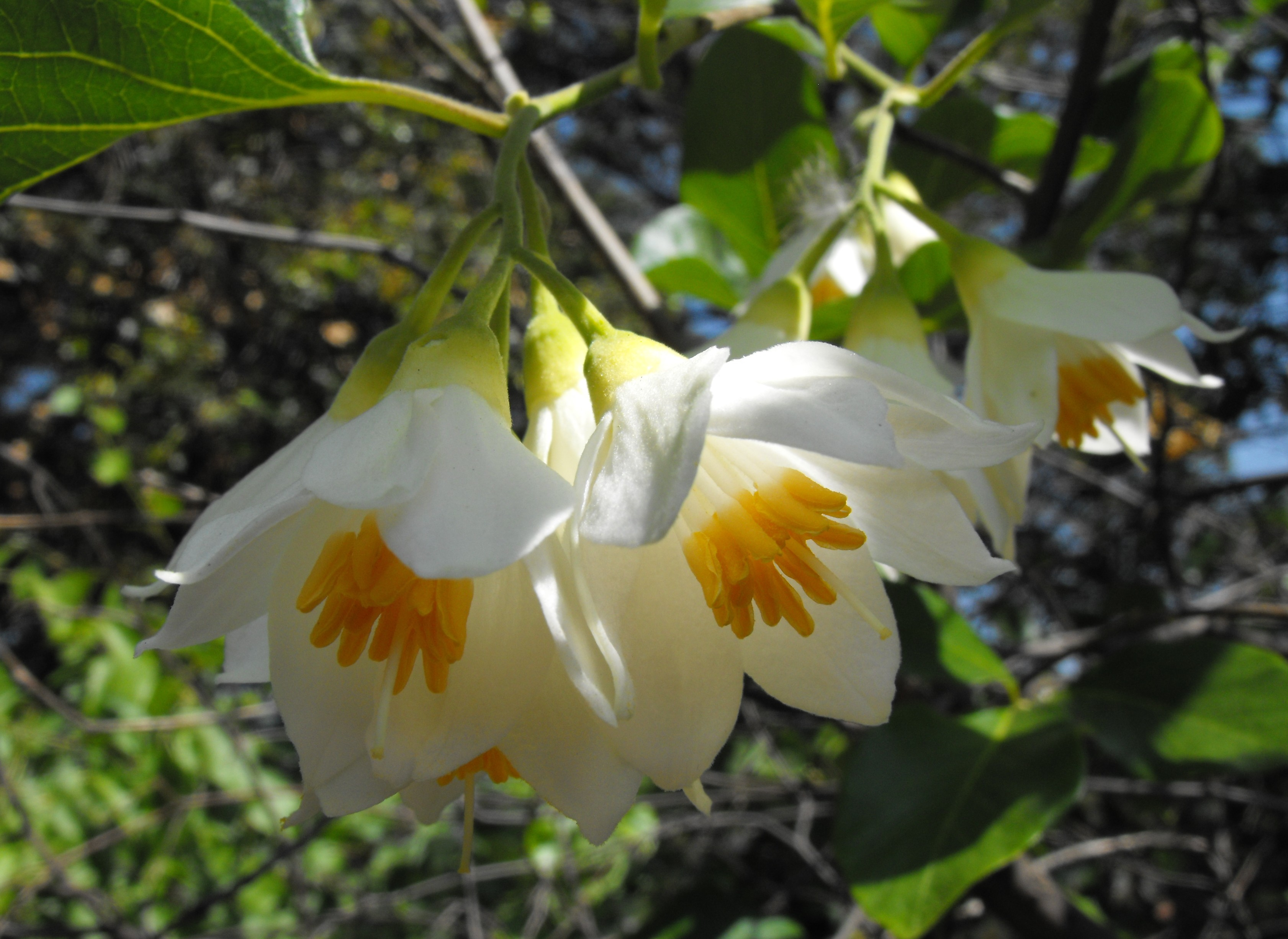
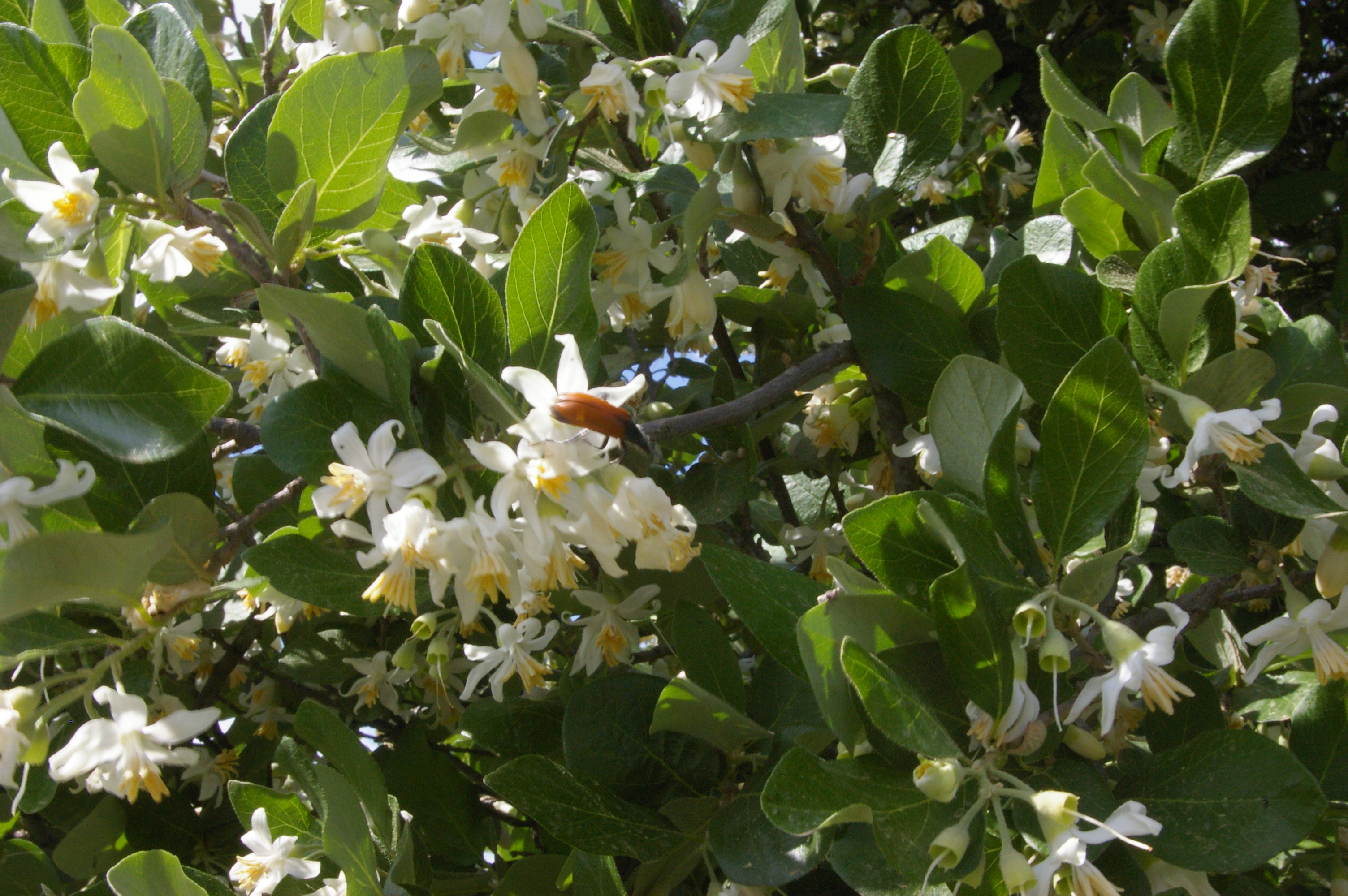
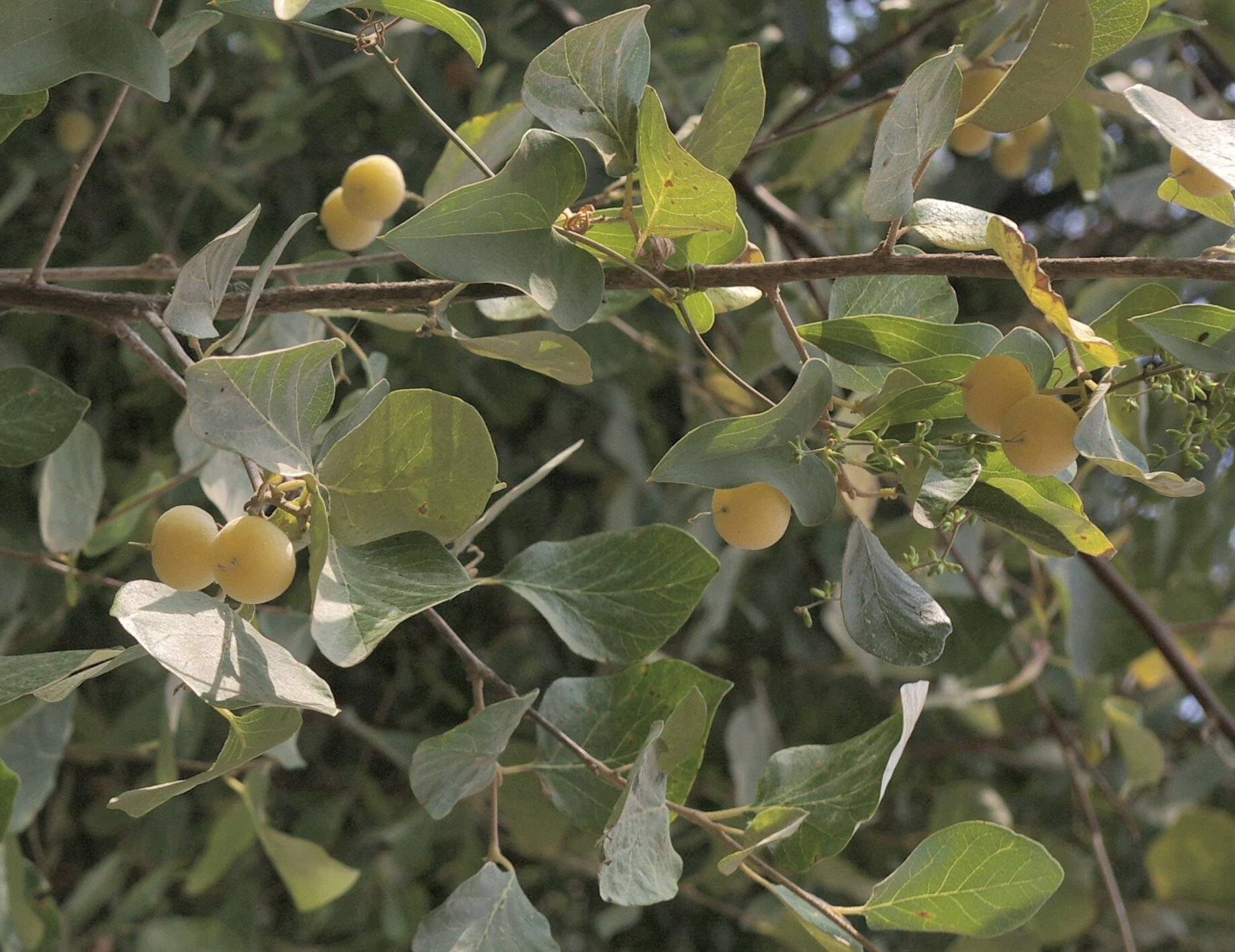
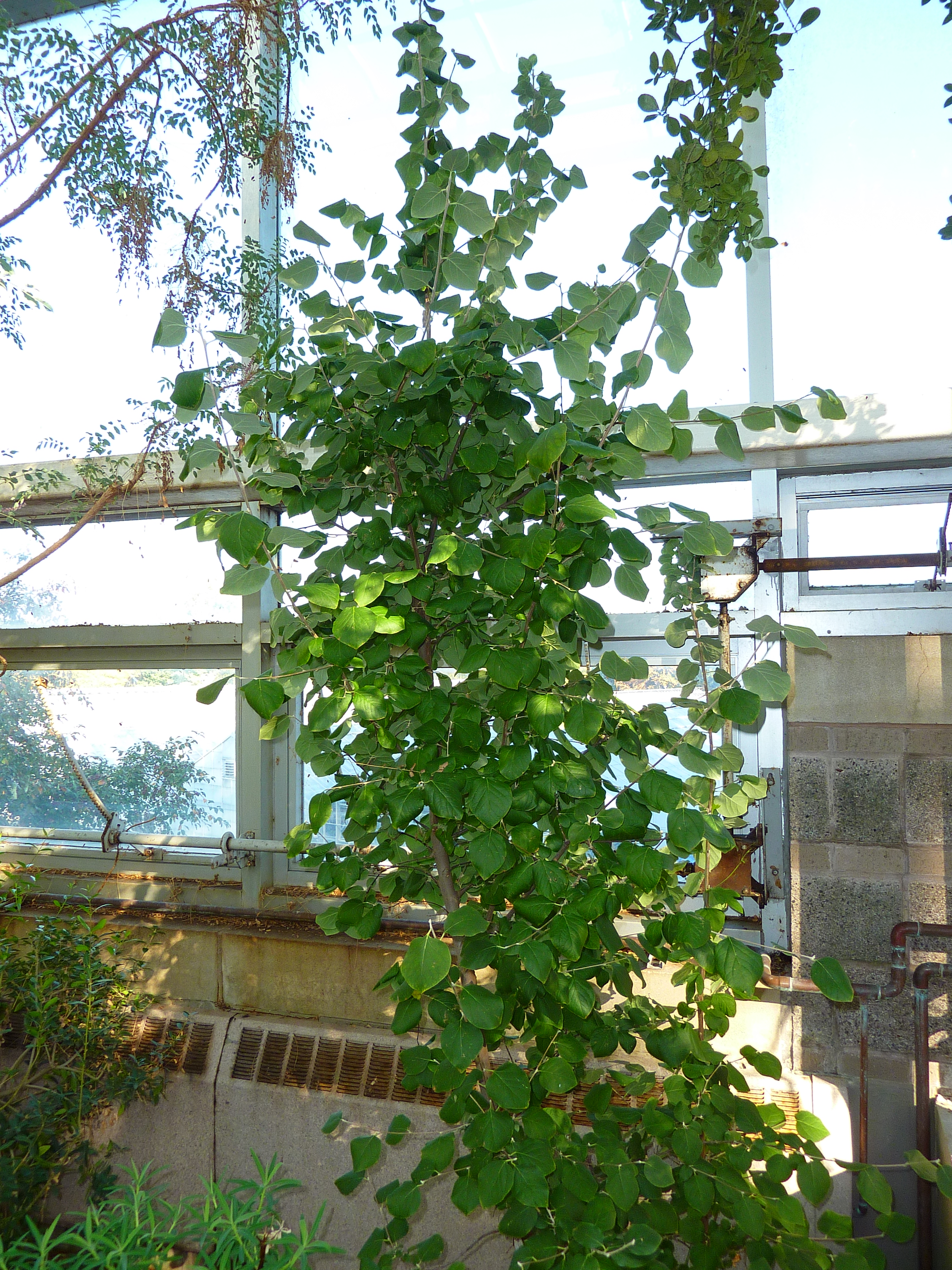
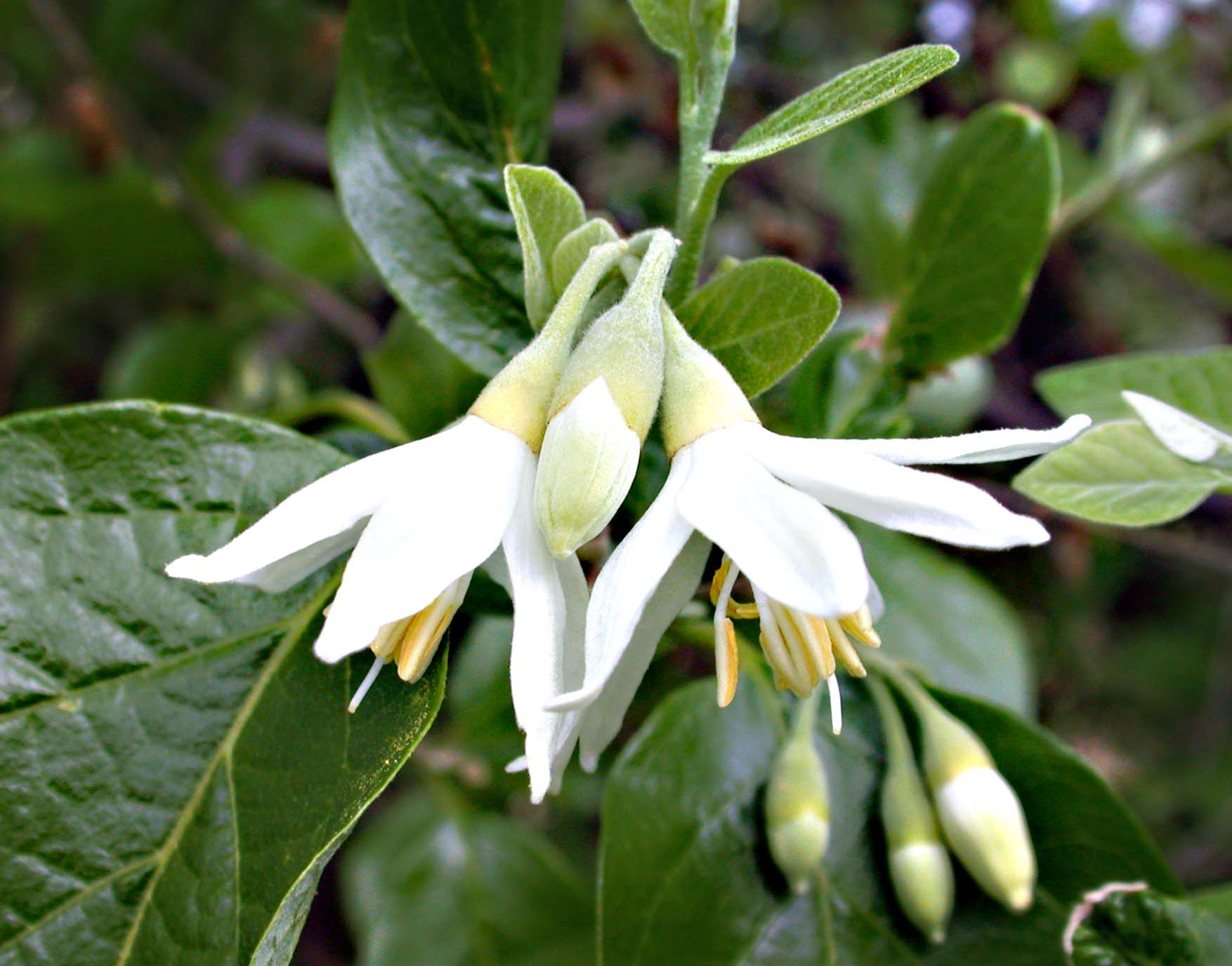
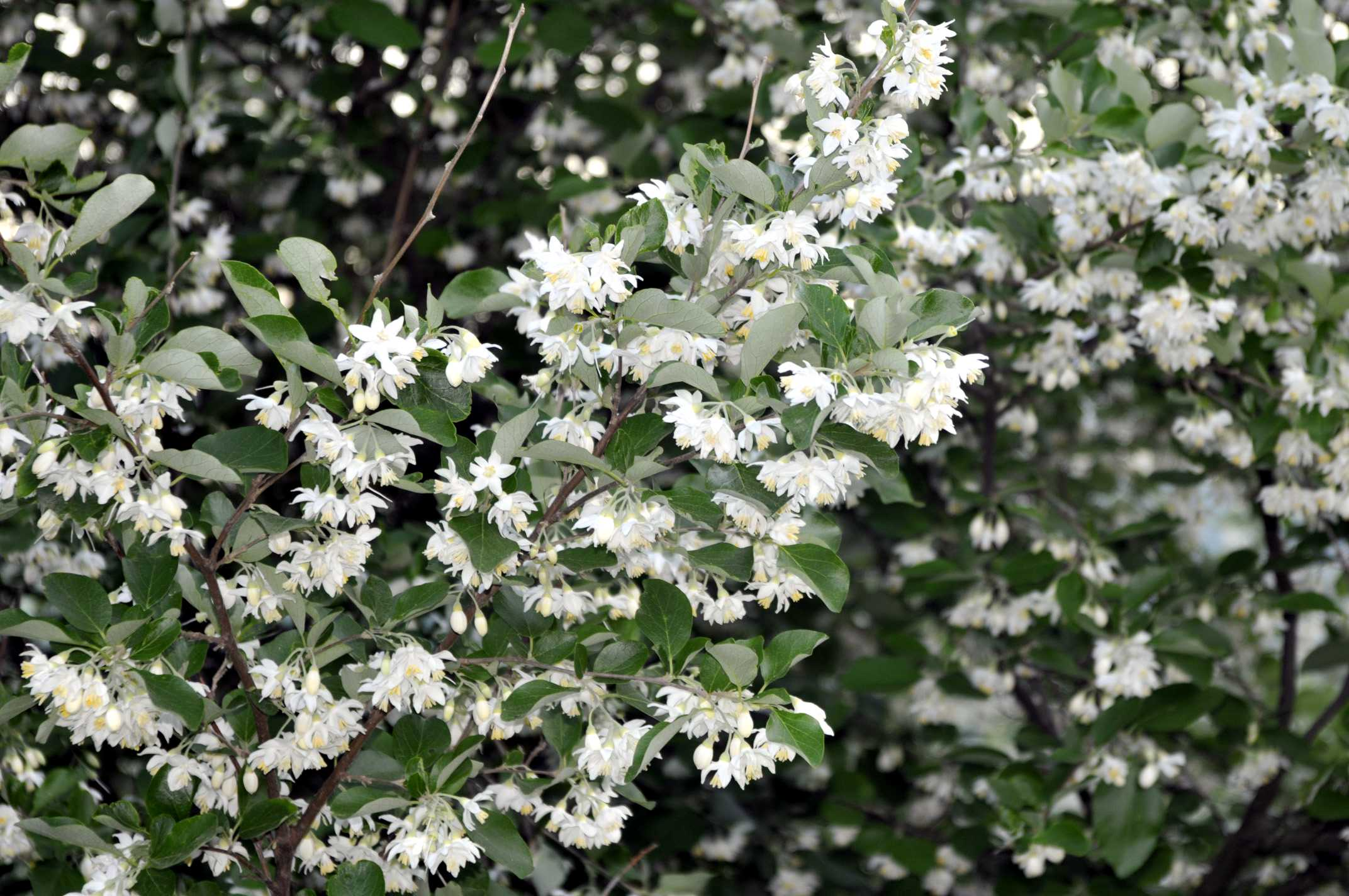